# الهيئة العامة للصناعات العسكرية
الهيئة العامة للصناعات العسكرية تأسست بقرار مجلس الوزراء السعودي في أغسطس 2017، بهدف تنظيم قطاع الصناعات العسكرية في المملكة ووضع السياسات والاستراتيجيات وإعداد الأنظمة واللوائح ذات الصلة بقطاع الصناعات العسكرية وتطويرها ومراقبة أدائه. وإدارة عمليات المشتريات العسكرية والاستحواذ للجهات العسكرية والأمنية في المملكة بالأضافة إلى دعم جهود البحث والتطوير.

## الأهداف
1- وضع السياسات والاستراتيجيات وإعداد الأنظمة واللوائح ذات الصلة بقطاع الصناعات العسكرية.
2- إدارة عمليات المشتريات العسكرية للجهات العسكرية والأمنية في المملكة.
3- إصدار تراخيص التصنيع والتصدير للقطاعين العام والخاص للصناعات العسكرية.
4- وضع المواصفات القياسية الخاصة بالصناعات العسكرية.
5- تحديد المواقع المناسبة لإقامة مصانع عسكرية بالتنسيق مع الجهات ذات العلاقة.
6- وضع آليات مراقبة قطاع الصناعات العسكرية ومتابعة تطبيقها.
7- إدارة برنامج التوازن الاقتصادي وتطويره، والإشراف على تنفيذه، وذلك فيما يخص قطاع الصناعات العسكرية، والتفاوض مع الجهات والشركات الأجنبية لنقل التقنية وزيادة المحتوى المحلي.
8- إدارة عمليات البحث والتطوير في قطاع الصناعات العسكرية، ونقل التقنية.
9- إجراء الدراسات اللازمة في مجال الصناعات العسكرية.
10- العمل مع الجهات ذات العلاقة لمواءمة مخرجات التعليم والتدريب التقني مع احتياجات قطاع الصناعات العسكرية، والعمل على استقطاب الكفايات الفنية إلى القطاع.
11- وضع حوافز لتطوير قطاع الصناعات العسكرية، بالاتفاق مع الجهات ذات العلاقة.
12- دعم المصنعين المحليين لتلبية احتياجات قطاع الصناعات العسكرية.
13- عقد شراكات استراتيجية مع القطاعين العام والخاص محلياً وخارجياً لتحقيق أهدافها.
14- إنشاء قاعدة معلومات عن جميع التجهيزات العسكرية والأمنية المتوفرة لدى الجهات العسكرية والأمنية، وكذلك عن جميع المنتجات المحلية وبرامج البحث والتطوير المتعلقة بالقطاع العسكري.
15- المشاركة في تمثيل المملكة في الهيئات والمنظمات الدولية ذات الصلة بالصناعات والمشتريات العسكرية وأنشطة البحث والتطوير في المجال العسكري.
16- تمثيل المملكة فيما يتم توقيعه من اتفاقيات دولية ذات الصلة بالصناعات والتقنيات العسكرية.
17- إقامة المعارض والمؤتمرات، وعقد الندوات العلمية وجلسات العمل ذات الصلة بالصناعات والمشتريات العسكرية وأنشطة البحث والتطوير في المجال العسكري.

## مجلس الإدارة
الأمير محمد بن سلمان، ولي العهد رئيس مجلس الوزراء، رئيس المجلس
الأمير خالد بن سلمان، وزير الدفاع، نائب رئيس مجلس الإدارة، رئيس مجلس إدارة الشركة السعودية للصناعات العسكرية

### محافظ الهيئة
أحمد بن عبد العزيز العوهلي

### أعضاء مجلس الإدارة
- محمد الجدعان، وزير المالية.
- بندر الخريف، وزير الصناعة والثروة المعدنية.
- خالد بن عبد العزيز الفالح، وزير الاستثمار
- عبد الله العيسى، ممثلا عن رئاسة أمن الدولة.
- اللواء الركن صالح بن عبد الرحمن الحربي، ممثلا عن وزارة الحرس الوطني.
- خالد البياري، ممثلا عن وزارة الدفاع.
- هشام بن عبد الرحمن الفالح، ممثل عن وزارة الداخلية
- مطلق المريشد، من ذوي الاختصاص.
- خالد السلطان، من ذوي الاختصاص.
- غسان الشبل، من ذوي الاختصاص.
- سمير الطبيب، من ذوي الاختصاص.[5]

## برنامج تراخيص مزاولة أنشطة الصناعات العسكرية في المملكة
أعلنت الهيئة عن بدئها في إصدار تراخيص مزاولة أنشطة الصناعات العسكرية في سبتمبر 2019 في إطار عمل الهيئة على تنظيم قطاع الصناعات العسكرية في المملكة لتحقيق توطين الانفاق العسكري ورفع الجاهزية العسكرية بالإضافة إلى تعزيز الاستقلالية الاستراتيجية  وذلك من خلال توطين المجالات في هذا القطاع، ووفتح باب الاستثمار المحلي والأجنبي، حيث تستقبل الهيئة طلبات التراخيص عبر التقديم على المنصة الموحدة للصناعات العسكرية في موقع الهيئة. تمنح الهيئة الجهات العاملة في قطاع الصناعات العسكرية من القطاع العام والخاص ثلاثة أنواع من التراخيص العسكرية وهي تراخيص التصنيع العسكري، تراخيص تقديم الخدمات العسكرية، وتراخيص توريد المنتجات العسكرية، ويندرج تحت كل نوع ستة مجالات خاصة بقطاع الصناعات العسكرية وهي المعدات العسكرية، التجهيزات الفردية العسكرية، الالكترونيات العسكرية، المتفجرات العسكرية، الأسلحة النارية، والذخائر..

## جائزة الإبتكار
في 2022م أعلنت الهيئة عن إطلاق جائزة الابتكار في مجال الصناعات العسكرية والدفاعية بالمملكة بالشراكة مع الهيئة العامة للتطوير الدفاعي ومدينة الملك عبدالعزيز للعلوم والتقنية  والهيئة العامة للمنشآت الصغيرة والمتوسطة، وهيئة تنمية البحث والتطوير والابتكار و والشركة السعودية للصناعات العسكرية في معرض الدفاع العالمي،.
تهدف الجائزة والتي ترعاها الهيئة في نسختها الأولى وتمولها بمشاركة الشركة السعودية للصناعات العسكرية إلى تحفيز وتشجيع المبتكرين من أجل تقديم حلول ابتكارية في مختلف مجالات القطاع، والاستثمار في ابتكارات المخترعين والموهوبين لتطوير وتوطين صناعات عسكرية محلية ومستدامة، إلى جانب نشر ثقافة البحث والابتكار في المملكة، ودعمها وتمكينها وتسهيل وصولها للشركاء في منظومة الدفاع والأمن.
ويأتي إطلاق جائزة الابتكار ضمن العمل التكاملي بين جميع الشركاء من خلال تطوير الصناعات والبحوث والتقنيات والكفاءات الوطنية، بما يضمن تمكين قطاع الصناعات العسكرية في المملكة ليصبح رافدًا رئيسًا للاقتصاد ومساهمًا أساسيًا في توفير فرص العمل للشباب السعودي، ودفع عجلة التنمية عبر تعزيز العائدات غير النفطية.